# Hildegard Hansche
Hildegard Hansche (* 12. Oktober 1896 in Mittenwalde; † 23. November 1992 in Berlin) war eine deutsche Lehrerin und Pazifistin, die in der Zeit des Nationalsozialismus für ihre Überzeugung verfolgt und im Konzentrationslager Ravensbrück interniert wurde.

## Kindheit, Jugend und junges Erwachsenenleben
Hildegard Hansche wuchs als viertes Kind der Familie Hansche auf. Ihr Vater, Dachsteinfabrikant, erblindete und konnte deshalb eine höhere Schulausbildung oder ein Studium für sie nicht finanzieren. Es gelang ihr dennoch, eine Lehrerausbildung zu absolvieren, zu studieren und 1925 das Abitur nachzuholen. Im gleichen Jahr erhielt sie das Diplom im Fach Volkswirtschaft an der Universität Mannheim, wo sie im Folgejahr mit einer Arbeit über Trusts in den USA promovierte. Während der Studienzeit arbeitete sie an pädagogischen und sozialen Stellen, um das Studium zu finanzieren.
1926 trat Hildegard Hansche der SPD bei. Sie wurde daneben auch vom Quäkertum beeinflusst. Ihr Pazifismus und ihr soziales Engagement speisten sich aus beiden Denkansätzen, dem christlichen und dem sozialistischen.

## Zeit des Nationalsozialismus und Internierung
Hildegard Hansche arbeitete in der Zeit des Nationalsozialismus als Lehrerin. Sie bemühte sich auch unter diesen Umständen ihre Schüler im Geist des Humanismus zu erziehen und ermutigte sie zu einem kritischen Blick. Ihre Verhaftung erfolgte, nachdem sie einen Schüler öffentlich zur Rede stellte, der einen Juden angespuckt hatte. Sie wurde denunziert und für drei Jahre im Konzentrationslager Ravensbrück interniert. Dort gehörte sie zu der Gruppe um Gertrud Luckner, Eva Laubhardt, Katharina Katzenmaier und Änne Meier. Sie überlebte den Todesmarsch und wurde im Arbeitshaus Malchow, ein Außenlager des KZ Ravensbrück von der Roten Armee befreit.

## Nach der Befreiung
Hildegard Hansche arbeitete in Luckenwalde nach dem Kriegsende wieder als Lehrerin und wurde zur Schuldirektorin und Schulrätin befördert. 1948 zog sie nach Singen um, wo sie eine Freundin hatte. Auch dort arbeitete sie als Lehrerin. In den 70er und 80er Jahren engagierte sie sich für die Friedensbewegung und war aktiv in der Vereinigung der Verfolgten des Naziregimes – Bund der Antifaschistinnen und Antifaschisten.

## Hildegard Hansche Stiftung
Mit dem Erbe Hildegard Hansches wurde 1994 nach ihrem Wunsch eine Stiftung gegründet, die gemeinnützige Vereine, Initiativen, Jugendgruppen usw. unterstützt, die der Bewahrung und Erforschung des antifaschistischen Erbes, der Beschäftigung von Jugendlichen mit diesem Erbe, ihrer politischen Bildung und Erziehung zu Demokratie und Völkerverständigung dienen. Ein besonderer Schwerpunkt der Stiftung ist die Förderung von Projekten, die direkten Bezug zum ehemaligen Konzentrationslager Ravensbrück haben.